# Phrynobatrachus maculiventris
Espèce
Synonymes
- Cardioglossa liberiensis Barbour & Loveridge, 1927

Phrynobatrachus maculiventris est une espèce d'amphibiens de la famille des Phrynobatrachidae.

## Répartition
Cette espèce se rencontre dans le sud-est de la Guinée, en Côte d'Ivoire et au Liberia.

## Publication originale
- Guibé & Lamotte, 1958 : Une espèce nouvelle de batracien du Mont Nimba (Guinée française) appartenant au genre Phrynobatrachus : Ph. maculiventris n. sp. Bulletin du Muséum National d'Histoire Naturelle, sér. 2, vol. 30, p. 255-257.